# Oficina Nacional de Inteligencia y Contrainteligencia
La Oficina Nacional de Inteligencia y Contrinteligencia (ONIC) es un organismo español de apoyo al director del Centro Nacional de Inteligencia, en calidad de autoridad nacional sobre la inteligencia y la contrainteligencia. La ley 11/2002 creó una comunidad de inteligencia que comprende varios organismos de inteligencia que orbitan a su vez alrededor del CNI. En el artículo 9.2 se establecen dos puntos competenciales que tiene el CNI sobre la ONIC:
- Por una parte, debe mantener y desarrollar la colaboración con los servicios de información de las Fuerzas y Cuerpos de Seguridad del Estado y los órganos de la administración civil y militar.
- Por otra parte, debe desempeñar las funciones que le corresponda como autoridad nacional de la inteligencia y la contrainteligencia.

El director del CNI, en calidad de Secretario de Estado, se sitúa por encima de los responsables de la Comisaría General de Información y del Servicio de Información de la Guardia Civil, que tienen rango de subsecretarios, en la dirección de la ONIC.